# Дейв Косуф
Дейв Косуф (англ. David Kosoof, 26 липня 1978) — новозеландський хокеїст на траві.
Учасник Олімпійських Ігор 2004, 2008 років.
Срібний призер Ігор Співдружності 2002 року.
Срібний призер Виклику чемпіонів 2007 року.